# Afaria
Afaria est un logiciel de mobile device management (gestion d'équipements mobiles) et de sécurité édité par la société Sybase iAnywhere. Sybase iAnywhere est elle-même une entité de la société Sybase. L'objectif du produit est de fournir une solution pour gérer des flottes des téléphones mobiles professionnels. Elle a par exemple pour objectif de s'assurer que la mise à niveau logicielle des téléphones est faite, de chiffrer les données, ou de sécuriser les appareils. Ces manipulations peuvent être réalisées à travers les protocoles GSM ou par Wi-Fi sans accès physiques aux téléphones (Over The Air - OTA).